# Marianne Bachmeier
Marianne Bachmeier, née le 3 juin 1950 à Sarstedt et morte le 17 septembre 1996 à Lübeck, est une femme allemande devenue célèbre dans son pays après avoir, en 1981, tué le meurtrier de sa fille à l'aide d'une arme de poing, dans un acte d'auto-justice en pleine salle de tribunal.
Le geste de Bachmeier a été perpétré lors du procès du meurtrier de sa fille, dans la salle du tribunal de district de Lübeck où celui-ci était jugé. Pour cet acte, Bachmeier est condamnée en 1983 à six ans de prison pour homicide involontaire et détention illégale d'arme à feu (sous la pression de l'opinion publique, le procureur abandonne l'accusation de meurtre et requalifie le crime).

## Biographie

### Jeunesse et famille
Marianne Bachmeier naît et grandit à Sarstedt, après que ses parents ont fui la province de Prusse-Orientale. Son père, membre de la Waffen-SS pendant la guerre, cherche dans la bière une consolation à la chute du IIIe Reich. Ses parents divorcent et sa mère se remarie plus tard. Le beau-père de Marianne maltraite la jeune fille.
En 1966, à l'âge de 16 ans, Marianne Bachmeier a son premier enfant. Elle tombe enceinte à nouveau à l'âge de 18 ans de son compagnon de l'époque. Ses deux premiers enfants sont placés à l'adoption peu de temps après leur naissance. Peu de temps avant la naissance de son troisième enfant, Marianne est violée. En 1972, naît son troisième enfant, une fille prénommée Anna. Après la naissance de cette dernière, Marianne subit une opération de ligature des trompes et élève seule sa fille en tant que mère célibataire. Le jour même de l'assassinat d'Anna, sa mère négociait sa prise en charge par un couple ami sans enfants.

### Meurtre de sa fille
Le 5 mai 1980, Anna, la fille de Marianne Bachmeier alors âgée de sept ans disparaît. La fillette ne se rend pas à l’école ce jour-là à la suite d'une dispute avec sa mère, elle sort de la maison seule, jouer dans la rue. Anna est ensuite enlevée par Klaus Grabowski, un boucher de 35 ans d'origine polonaise, chez qui Anna s'était rendue pour jouer avec ses chats. Grabowski retient Anna pendant plusieurs heures chez lui et l'agresse sexuellement, avant de l'étrangler avec une paire de collants de sa fiancée. Selon le procureur, Grabowski a ligoté l'enfant et l'a mise dans une boîte, qu'il a ensuite laissée au bord d'un canal. Sa fiancée l'a dénoncé à la police.
Klaus Grabowski était un délinquant sexuel récidiviste qui avait déjà été condamné pour abus sexuel sur deux filles. En 1976, il s'est volontairement soumis à une procédure de castration chimique, bien qu'il ait été révélé plus tard avoir subi une hormonothérapie pour tenter d'inverser la castration. Une fois arrêté, Grabowski déclare qu'il n'avait pas l'intention d'abuser sexuellement d'Anna, 7 ans, affirmant qu'elle avait tenté de le séduire, et que sa peur de retourner en prison l'avait incité à la tuer. Grabowski a également déclaré qu'Anna avait voulu raconter à sa mère qu'il l'avait touchée de manière inappropriée, dans le but de lui extorquer de l'argent.
Marianne Bachmeier et le père biologique d'Anna, Christian Berthold, ont par la suite déposé une plainte pénale sans succès contre l'urologue qui avait effectué le traitement hormonal sur Grabowski et qui, selon eux, avait ainsi rétabli sa dangerosité.

### Auto-justice dans la salle d'audience
Le 6 mars 1981, au troisième jour du procès de Klaus Grabowski, Marianne Bachmeier introduit clandestinement un pistolet Beretta 70 dans la salle d'audience du tribunal de district de Lübeck (de) et tire dans le dos du meurtrier avoué de sa fille. Elle pointe l'arme vers Grabowski et appuie huit fois sur la détente. Sept des coups de feu touchent Grabowski, qui est tué presque instantanément.
Il s'agit probablement du cas le plus connu d'auto-justice en Allemagne de l'Ouest. L’événement a en effet suscité une large couverture médiatique et des équipes de télévision du monde entier se sont rendues à Lübeck pour rendre compte de l'affaire.
Une partie de la population a montré de la compréhension pour le geste de Marianne Bachmeier, d'autres l'ont condamné comme incompatible avec l'état de droit.
Marianne Bachmeier monnaye ensuite le récit de sa vie pour environ 250 000 Deutsche Mark au magazine d'information Stern, se confiant en exclusivité au journaliste Heiko Gebhardt, qui est autorisé à lui rendre visite lors de sa garde à vue.

### Condamnation
Le 2 novembre 1982, Marianne Bachmeier est inculpée de meurtre. Mais par la suite, sous la pression de l'opinion publique, le procureur abandonne l'accusation de meurtre et requalifie le crime d'homicide involontaire. Après 28 jours de négociations, l’avocat de Marianne Bachmeier accepte le verdict et, le 2 mars 1983, quatre mois après l'ouverture de la procédure, la chambre de la cour du tribunal de district de Lübeck la reconnaît coupable d'homicide involontaire et de possession illégale d'arme à feu ; elle est condamnée à six ans de prison mais est libérée après trois ans de détention.

### Exil
Marianne Bachmeier se marie en 1985, et déménage en 1988 à Lagos au Nigeria avec son mari enseignant. Ils y vivent dans un camp allemand où son mari exerce dans une école allemande. Ils divorcent en 1990. Elle déménage ensuite en Sicile à Palerme, où lui est diagnostiqué un cancer, après quoi elle retourne en Allemagne.

### Interview
En 1994, 13 ans après son acte, Marianne Bachmeier donne une interview à la radio Deutschlandfunk. La même année, son autobiographie parait chez l'éditeur allemand Schneekluth-Verlag (de).
Le 21 septembre 1995, elle apparaît dans le talk-show Fliege sur la chaîne de télévision Das Erste. Elle y admet avoir tiré sur le meurtrier de sa fille après mûre réflexion, pour rendre la justice et l'empêcher de répandre davantage de mensonges sur sa fille Anna.

### Décès
Le 17 septembre 1996, Marianne Bachmeier meurt à l'âge de 46 ans d'un cancer du pancréas dans un hôpital de Lübeck. Avant sa mort, elle demande au reporter de la chaîne de télévision Norddeutscher Rundfunk, Lukas Maria Böhmer, de l'accompagner et de filmer les dernières étapes de sa vie. Elle est enterrée dans la même tombe que sa fille Anna, dans un cimetière de Lübeck.

## Publication
- Marianne Bachmeier, Palerme amore mio (autobiographie), Munich, Schneekluth-Verlag (de), 1994.  (ISBN 3-7951-1357-1)
  - édition brochée, Bastei Lübbe, 1995.  (ISBN 978-3404123360)

## Dans la culture populaire

### Théâtre
Au début des années 1980, le Collectif Anna, un groupe composé d'Aida Jordão (en), Suzanne Odette Khuri, Ann-Marie MacDonald, Patricia Nichols, Baņuta Rubess (en), Tori Smith, Barb Taylor et Maureen White (en), travaille sur une pièce de théâtre ayant pour sujet Marianne Bachmeier et son acte d'auto-justice. Une courte version de la pièce est créée en 1983. La pièce terminée, This is for You, Anna (en), est créée en 1984.

### Cinéma
- 1984 : Annas Mutter (de) (« La mère d'Anna »), film de Burkhard Driest (avec Gudrun Landgrebe).
- 1984 : Der Fall Bachmeier – Keine Zeit für Tränen (de) (« L'affaire Bachmeier - Pas le temps de pleurer »), film de Hark Bohm (avec Marie Colbin (de)).
- 1996 : (de) Das langsame Sterben der Marianne Bachmeier (« La mort lente de Marianne Bachmeier »), film de Lukas Maria Böhmer.

### Documentaires
- 2006 : (de) « Die Rache der Marianne Bachmeier » (« La vengeance de Marianne Bachmeier »), documentaire de l'émission Die großen Kriminalfälle (saison 5, épisode 28) sur la chaîne ARD.
- 2016 : (de) « Wenn Frauen töten: Marianne Bachmeier » (« Quand les femmes tuent : Marianne Bachmeier »), documentaire de l'émission Aufgeklärt – Spektakuläre Kriminalfälle sur la chaine ZDF.
- 2021 : (de) « Das langsame Sterben der Marianne Bachmeier » (« La mort lente de Marianne Bachmeier »),
- 2021 : (de) Tödliche Schüsse im Gerichtssaal - Der Fall Marianne Bachmeier (« Coups de feu mortels dans la salle d'audience - Le cas de Marianne Bachmeier »), sur la chaîne YouTube « Der Fall »[11].